# Coelorinchus sparsilepis
Coelorinchus sparsilepis es una especie de pez de la familia Macrouridae en el orden de los Gadiformes.

## Hábitat
Es un pez de aguas profundas que vive entre 710-713 m de profundidad.

## Distribución geográfica
Se encuentra en Okinawa.